# المعهد الوطني لأبحاث الصحة (السعودية)
المعهد الوطني لأبحاث الصحة، هو احد مبادرات وزارة الصحة في السعودية، أطلقته الوزارة ضمن برنامج التحول الوطني أحد برامج رؤية السعودية 2030 في عام 2020، و أنشئ بقرار مجلس الوزراء السعودي في 15 أغسطس 2023، ويتولى المعهد الإشراف على الأبحاث الانتقالية والتجارب السريرية في المملكة العربية السعودية، ودعمها وتحسين البيئة المحيطة بها، وإيجاد قيمة مضافة لهذه الأبحاث؛ من خلال تحويل نتائجها إلى فوائد صحية واقتصادية مما يعزز صحة الفرد والمجتمع ورفع جودة حياته، ويعزز الوقاية ضد المخاطر الصحية.

## الأهداف
- الإشراف على الأبحاث الانتقالية والتجارب السريرية في المجال الصحي ودعمه
- المساهمة في تحسين صحة المجتمع ورفاهيته وجودة حياته
- تمويل الأبحاث الانتقالية والتجارب السريرية في مجال الصحة وضمان جودة وكفاءة مخرجاتها وتحويل نتائج هذه الأبحاث إلى فوائد صحية واقتصادية بما يشمل استثمارها بالتنسيق مع الجهات ذات العلاقة
- المساهمة في توحيد جهود الجهات المعنية بالأبحاث الانتقالية والتجارب السريرية.[3]